# Namibian Broadcasting Corporation
Namibian Broadcasting Corporation, nota anche con l'acronimo NBC (afrikaans: Uitsaai-Korporasie, NUK), è l'ente radiotelevisivo pubblico della Namibia. Trasmette da Windhoek, Oshakati, Rundu, Katima Mulilo e Tsumkwe in inglese, afrikaans, tedesco, khoekhoegowab, oshiwambo, otjiherero, kwangali, setswana, silozi e ha.

## Storia

### Gli esordi
Le origini della radiodiffusione namibiana risalgono al novembre 1969, quando il Paese risultava di fatto integrato nel Sudafrica con il nome di Africa del Sud-Ovest, benché ciò fosse considerato dalle Nazioni Unite un'occupazione illegale. Fu quindi interamente sotto gli auspici della radiotelevisione sudafricana South African Broadcasting Corporation (SABC) che venne creata una società di radiodiffusione in Namibia.
SABC installò un rete locale di trasmettitori FM che ripetevano in onde corte Radio South Africa (SAfm), Radio Suid-Afrika e Springbok Radio ed attivò poi dai suoi studi una serie di servizi, oltre che in inglese, afrikaans e tedesco, anche nelle lingue autoctone, tra i quali Radio Ovambo in kwanyama e in ndonga, Radio Herero in herero e Radio Damara Nama in damara-nama.
Nel febbraio 1976 seguì l'introduzione di Radio Kavango lungo il confine nordorientale con l'Angola, che trasmetteva nelle lingue kwangali, mbukushu e gciriku.
Dal 1965 il movimento indipendentista Organizzazione Popolare dell'Africa del Sud-Ovest (SWAPO) trasmetteva già in onde corte dalla Tanzania un programma radiofonico di un'ora conosciuto come The Namibian Hour, che in seguito iniziò a diffondere i propri programmi anche dallo Zambia. 
Nel 1974 il programma fu rinominato "Voice of Namibia"; al 1986 trasmetteva anche dall'Angola, dalla Repubblica Popolare del Congo, dall'Etiopia, dal Madagascar e dallo Zimbabwe; Voice of Namibia restò attiva in parallelo alla radio ufficiale namibiana fino all'indipendenza del Paese nel 1990.

### Dalla SABC alla SWABC
Il 1º maggio 1979 SABC rinunciò formalmente al controllo dei servizi radiotelevisivi nel territorio e al suo posto fu creata una nuova azienda, che prese il nome di "South West African Broadcasting Corporation" (SWABC), in afrikaans Suidwes-Afrikaanse Uitsaaikorporasie (SWAUK).
A ottobre 1980 fu installato un trasmettitore a onde corte a est di Windhoek e ad ottobre 1981 fu introdotto il servizio televisivo, che raggiungeva il 50 % della popolazione grazie ad un totale di 11 ripetitori.
Inizialmente SWABC offriva una programmazione mista in inglese, afrikaans e tedesco, il 90 % della quale arrivava da, o per mezzo di, SABC.  I programmi andavano in onda localmente una settimana dopo che in Sudafrica. SABC effettuava le registrazioni e le operazioni di postproduzione e trasmetteva il materiale a SWABC utilizzando, nei primi tempi, un collegamento tramite microonde, e passando in un secondo momento all'impiego di un satellite Intelsat.
Nel 1981 si aggiunse il servizio radio in lingua setswana e nel 1986 quello in lingua silozi. A ottobre 1987 debuttò il National Service ("Servizio nazionale"), un blocco di undici ore al giorno in simultanea su tutte le stazioni radiofoniche (fuso a luglio 1991 con il servizio radio in inglese).
Il 70 % del personale tecnico di SWABC era composto da dipendenti di SABC in trasferta.
Sotto l'autorità dell'Amministratore generale sudafricano, SWABC gestiva un totale di 9 stazioni radio etniche, che trasmettevano in inglese, afrikaans, tedesco, owambo, herero, lozi, tswana e damara-nama, e una stazione nazionale esclusivamente in inglese e in afrikaans. Una parte minoritaria del palinsesto era autoprodotta.
A marzo 1985 l'85 % della popolazione poteva fruire del servizio radiofonico in FM, in quanto la rete radiofonica era ormai composta da 31 trasmettitori.

### Verso l'indipendenza
Nel 1989, durante la transizione del Paese verso l'indipendenza, SWABC fu accusata di faziosità dal Gruppo di Assistenza Transitoria delle Nazioni Unite (UNTAG) per il modo in cui dava copertura alle notizie, secondo UNTAG mettendo in cattiva luce sia il partito a favore dell'indipendenza SWAPO che UNTAG stessa, tenendo invece un atteggiamento acritico nei confronti dei comunicati stampa dell'Amministratore generale, delle forze di polizia e dei partiti anti SWAPO. Si riteneva anche che SWABC parteggiasse eccessivamente per il Movimento Democratico Popolare dando una visibilità sproporzionata alle sue conferenze stampa e alle sue manifestazioni.
Inoltre, a luglio 1989 sulla televisione di SWABC all'Amministratore generale fu dato il triplo dello spazio che a UNTAG, anche se, si faceva notare, a maggio 1989 SWABC aveva offerto a UNTAG 5 minuti giornalieri alla radio e 10 minuti alla televisione e UNTAG non era stata in grado di produrre trasmissioni adeguate fino a fine giugno, finendo, in effetti, per non sfruttare il tempo concessole.
SWABC fu anche accusata, viceversa, dai politici di opposizione di favorire SWAPO: Nora Schimming-Chase, vicepresidente del Congresso dei democratici, la chiamò "Nujoma Broadcasting Corporation", riferendosi all'allora Presidente della Namibia Sam Nujoma; il Movimento Democratico Popolare accusò altrettanto SWABC di dare maggiore risalto alle manifestazioni in favore di SWAPO e a svantaggio dei rivali.

### Dopo l'indipendenza
Subito dopo il riconoscimento ufficiale della Repubblica della Namibia da parte del governo sudafricano, il 1º marzo 1990, la società radiotelevisiva fu rinominata "Namibian Broadcasting Corporation" (NBC). 
Il nuovo governo decise di adottare l'inglese come unica lingua della televisione di NBC, mentre il servizio radiofonico nazionale esistente in inglese fu trasformato nella principale stazione di notizie, sport e attualità.
In base agli accordi precedenti all'indipendenza del Paese la maggior parte del personale di SWABC poté mantenere il proprio lavoro presso la nuova azienda, ma ad essi si aggiunsero i giornalisti di SWAPO che precedentemente avevano lavorato a Voice of Namibia; i due gruppi in un primo momento si rivolsero reciprocamente accuse di faziosità e favoritismi.
Il 19 giugno 1991 entrò in vigore definitivamente il Namibian Broadcasting Act, che riformò il settore dell'emittenza. La prima concorrenza privata nella radiodiffusione arrivò nel 1993 con la stazione di religione cristiana Kanaal 7, seguita nel 1994 dall'antenna commerciale Radio 99, mentre nel settore televisivo il monopolio fu rotto nel 2002 dal canale religioso Trinity Broadcasting Network, al quale fece seguito nel 2003 la rete commerciale One Africa Television.
Nel 2003 NBC lanciò !aH Radio, una stazione per i locutori della lingua san, conosciuta anche come "!HA Radio" e "NBC !HA".
Nel 2006 l'azienda subì un ulteriore processo di riforma, venendo riorganizzata giuridicamente come azienda pubblica statale.

### Era digitale
Nel 2012 i principali programmi radiofonici furono resi disponibili su internet in streaming. In contemporanea all'introduzione della televisione digitale terrestre (DTT) nel 2013 debuttarono i canali televisivi NBC2, specializzato in notizie internazionali e approfondimento, e NBC3, dedicato al cinema e alla fiction televisiva; nel 2014 si aggiunse il canale di didattica EduTV, poi rinominato "NBC4", seguito nel 2015 dalla rete musicale This TV, divenuta successivamente "NBC5", e nel 2017 dal canale sportivo Kwesé Free Sports, in seguito "NBC6". 
Al 2014 la quota di mercato di NBC nel settore radiofonico risultava del 54 % degli ascoltatori per un 20,5 % delle entrate pubblicitarie, mentre nella televisione equivaleva al 48 % degli spettatori per un 5,5 % delle entrate pubblicitarie.
Tra il 2016 e il 2017 le sovvenzioni statali ammontavano a circa 202 milioni di N$, gli introiti pubblicitari a 50 milioni di N$ e quelli del canone a 20 milioni di N$. Gli introiti complessivi, calcolati in 305 milioni di N$ (comprese le sovvenzioni statali), di fronte a spese per 459 milioni di N$ riportavano una perdita di 154 milioni di N$.
All'inizio di dicembre 2018 si aggiunse al bouquet di NBC l'undicesima stazione radiofonica, Touch FM, dedicata ai giovani.
A causa delle costanti perdite economiche negli ultimi anni di attività, la società decise di attuare delle misure di austerità, cosicché a settembre 2019 furono licenziati più di 150 dipendenti e i servizi vennero parzialmente ridotti.

## Servizi

### Radio
NBC gestisce 11 stazioni radiofoniche che trasmettono in 10 lingue (inglese, afrikaans, tedesco, oshiwambo, otjiherero, rukavango, silozi, setswana, damara-nama e san), disponibili anche a livello nazionale sulla televisione digitale terrestre.
Fino al 2017 le stazioni radio nelle lingue europee si chiamavano "NBC National Radio Service 1" (in inglese), "NBC National Radio Service 2" (in afrikaans) e "NBC National Radio Service 3" (in tedesco), e quelle negli idiomi africani prendevano il nome perlopiù dalla lingua a cui erano dedicate, ma tra il 2017 e il 2018 furono loro assegnati dei nuovi nomi, a partire dalla stazione in lingua tedesca, il 31 marzo 2017.
| Nome (Significato)                               | Lingua      | Inizio  | Direzione          | Frequenze | Frequenze  |
| Nome (Significato)                               | Lingua      | Inizio  | Direzione          | Windhoek  | Swakopmund |
| ------------------------------------------------ | ----------- | ------- | ------------------ | --------- | ---------- |
| Kati FM (Nel mezzo)                              | oshiwambo   | 1969    | Helena Shimbi      | 98,2      | 99,3       |
| Kaisames (Famiglia)                              | damara-nama | 1969    | Des’rae Christiaan | 105,3     | 106,4      |
| Omurari FM (Sentiero)                            | otjiherero  | 1969    | Marina Matundu     | 101,7     | 101,1      |
| Wato FM (Piroga)                                 | rukavango   | 1976    | Solastika Munango  | 107,1     | 93,3       |
| National FM                                      | inglese     | 1979    | Franlin Thomas     | 92,6      | 92,8       |
| Hartklop FM (Battito del cuore)                  | afrikaans   | 1979    | Thea Willemse      | 88,6 89,5 | 89,7       |
| NBC Funkhaus Namibia                             | tedesco     | 1979    | Uli Gall           | 94,9 95,8 | 96,0       |
| TYSfm Tirelo ya Sechaba (Servizio della nazione) | setswana    | 1981/96 | Lunah Ramphaga     | 90,4      | 95,5       |
| Ñwanyi FM (Aquila urlatrice)                     | silozi      | 1986    | Susan Mafale       | 93,5      | 105,0      |
| !AH FM (Richiamo d'uccello)                      | san         | 2003    | Theresia Mieze     | –         | 104,2      |
| Touch FM                                         | inglese     | 2018    | Mario Lock         | 91,7      | –          |

### Televisione
NBC offre 6 canali televisivi con una programmazione principalmente in inglese, ma parzialmente anche in afrikaans, tedesco e lingue indigene; ripetono anche diversi programmi di Deutsche Welle.
| Nome                          | Sede     | Тipo | Lancio | Lingua                                                                                             | Note |
| ----------------------------- | -------- | --- | ------ | -------------------------------------------------------------------------------------------------- | --- |
| NBC 1                         | Windhoek | generalista (attualità, programmi per bambini, telenovelas, serie televisive, documentari e notizie, il contenitore mattutino Good Morning Namibia, nel corso del quale si alternano informazione, cronache e dibattiti; telegiornali nelle lingue rukavango, otjiherero e inglese. (di sera il notiziario principale in inglese va in onda dalle 20,00 alle 20,30, mentre dal lunedì al giovedì dalle 16,30 alle 17,00 vengono trasmessi quelli nelle altre lingue nazionali). | 1979   | inglese, afrikaans, tedesco, khoekhoegowab, oshiwambo, otjiherero, kwangali, setswana, silozi e ha | Disponibile anche su varie piattaforme satellitari, mentre gli altri canali sono ricevibili solo via terrestre. |
| NBC 2                         | Windhoek | rete tematica di informazione e approfondimento che propone principalmente notizie internazionali e sedute del Parlamento namibiano. Ripete anche la rubrica di attualità Eye on SADC, prodotta da Lesotho National Broadcasting Service. |        | inglese, afrikaans, tedesco, khoekhoegowab, oshiwambo, otjiherero, kwangali, setswana, silozi e ha | |
| NBC 3                         | Windhoek | tematico di serie televisive, telenovelas e film. |        | inglese, afrikaans, tedesco, khoekhoegowab, oshiwambo, otjiherero, kwangali, setswana, silozi e ha | |
| NBC 4 (precedentemente EduTV) | Windhoek | rete destinata ai programmi didattici per studenti e adulti. |        | inglese, afrikaans, tedesco, khoekhoegowab, oshiwambo, otjiherero, kwangali, setswana, silozi e ha | |
| NBC 5 (in passato This TV)    | Windhoek | canale dedicato alla musica. |        | inglese, afrikaans, tedesco, khoekhoegowab, oshiwambo, otjiherero, kwangali, setswana, silozi e ha | |
| NBC 6 (ex Kwesé Free Sports)  | Windhoek | rete tematica specializzata nello sport. |        | inglese, afrikaans, tedesco, khoekhoegowab, oshiwambo, otjiherero, kwangali, setswana, silozi e ha | |

## Ricezione

### Digitale terrestre
In Namibia tutti i canali televisivi terrestri sono su DTT e le stazioni radiofoniche trasmettono in onde ultracorte, mentre il passaggio alla radio digitale (DAB) è in fase di allestimento.

### Satellite[62]
| Satellite          | Intelsat 20       | Astra 4A  | Intelsat 10-02 | Intelsat 10-02 |
| Posizione orbitale | 68.5° Est         | 4.8° Est  | 1.0° Ovest     | 1.0° Ovest     |
| Bouquet            | DStv South Africa | Satelio   | /              | /              |
| Canali             | NBC1              | NBC1      | NBC1           | NBC1           |
| Frequenza          | 11634 MHz         | 12565 MHz | 3977 MHz       | 3977 MHz       |
| Polarizzazione     | Verticale         | Verticale | L              | L              |
| SR                 | 30000             | 30000     | 17777          | 17777          |
| FEC                | 5/6               | 5/6       | 3/4            | 3/4            |
| Modulazione        |                   | QPSK      |                |                |

### Streaming
Da aprile 2018 in streaming su internet sul canale web NBC Plus è disponibile una selezione dei programmi dei canali televisivi di NBC.

## Organizzazione
NBC è governata da un Consiglio di amministrazione i cui membri sono nominati dal Ministero dell'informazione e della radiotelevisione e questi eleggono un Direttore generale. Il Consiglio di amministrazione è tenuto a fornire regolarmente i bilanci al Ministero dell'informazione e della radiotelevisione.
La sede amministrativa di NBC si trova nella capitale Windhoek. Accanto ad essa, in due edifici, si trovano gli studi della televisione e della radiofonia nazionale, dove vengono realizzati i servizi in inglese e quelli in afrikaans, damara-nama, tedesco, otjiherero e setswana. I servizi nelle altre lingue si trovano nel nord a Tsumkwe (san), Oshakati (oshiwambo), Rundu (rukavango) e Katima Mulilo (silozi). Sono presenti, inoltre, tre redazioni giornalistiche a Otjiwarongo, Swakopmund e Keetmanshoop, che lavorano in sinergia con le altre sedi.

### Finanziamento
NBC è finanziata principalmente da sovvenzioni statali, introiti pubblicitari e canone televisivo.

### Presidenti del Consiglio di amministrazione
- 1990–1995: Zedekia Ngavirue
- 1995–2000: Ray Auala
- 2000–2005: Uazuva Kaumbi
- 2005–2010: Ponhele Ya France/Frieda Shimbuli
- 2010–2020: Sven Thieme
- dal 2020: Lazarus Jacobs

### Direttori generali
- SWABC: Piet Venter
- 1990–1995: Nahum Gorelick
- 1995–1997: Dan Tjongarero
- 1997–2002: Ben Mulongeni
- 2003–2005: Gerry Munyama[70]
- 2006–2009: Bob Kandetu
- 2010–2015: Albertus Aochamub
- Dal 2015: Stanley Similo